# Ducado de Villalba

Situación de Villalba de los Alcores, (Valladolid)

El ducado de Villalba fue un título nobiliario español, creado en el siglo XV, por el rey Enrique IV de Castilla a favor de Inés de Guzmán, condesa viuda de Trastamara.
Su denominación hace referencia a la localidad de Villalba de los Alcores, (Valladolid), que era señorío de Inés de Guzmán en el momento de otorgarle, Enrique IV de Castilla, el título de duquesa.
El ducado fue otorgado como vitalicio (práctica común para que damas de la alta nobleza tuvieran posición propia en la corte, independiente de la de sus maridos), y prueba de ello es que ninguno de los trece hijos de Inés de Guzmán usó este título, por lo que revirtió a la Corona, no estando en vigor.

## Antecedentes
En el reinado de Enrique IV de Castilla, el señor de la villa de Villalba de los Alcores era Enrique de Acuña, que la cedió a Inés de Guzmán, quién al quedar viuda de su segundo marido, Pedro Álvarez Osorio, I conde de Trastamara, fue agraciada por el rey Enrique IV con el título de duquesa de Villalba, con jurisdicción sobre ésta, su villa.
Posteriormente, Rodrigo Pimentel, conde de Benavente, se apoderó violentamente de Villalba de los Alcores, fortificándola, pero Inés de Guzmán pidió amparo, apelando a los Reyes Católicos, y la villa le fue reintegrada.
Con el paso del tiempo, el señorío sobre esta villa recayó en el duque de Frías, y después en los condes de Osorno, siendo sus últimos poseedores hasta la extinción de los señoríos,los condes de Castilnovo.

## Duques de Villalba
|                                     | Titular                             | Periodo                             |
| Creación por Enrique IV de Castilla | Creación por Enrique IV de Castilla | Creación por Enrique IV de Castilla |
| ----------------------------------- | ----------------------------------- | ----------------------------------- |
| I                                   | Inés de Guzmán y González Dávila    | siglo XV - única titular            |

## Historia de los duques de Villalba
- Inés de Guzmán y González Dávila, I duquesa de Villalba, y única poseedora de este título. Era hija de Egidio (Gil) González Dávila, señor de Cespedosa y de su mujer Aldonza de Guzmán.[1]

Casó con Alonso Pérez de Vivero, señor de Villajuan, contador mayor de Castilla (m. en Burgos en 1453). Y ya viuda de su primer marido:
Casó, en segundas nupcias, con Pedro Álvarez Osorio, I conde de Trastamara, de quién fue su tercera esposa. Sin descendientes de este matrimonio.
Con su primer marido, Alonso Pérez de Vivero, tuvo amplia descendencia (trece hijos). Ninguno ostentó el título de duque de Villalba . De esta descendencia cabe destacar a:
- Aldonza de Vivero y Guzmán, que casó con Gabriel Fernández Manrique, I conde de Osorno y I duque de Galisteo.
  1. María de Vivero, que casó con Luis de Tovar, V señor de Berlanga y cuya hija María de Tovar y Vivero fue I duquesa de Toro, VI señora de Berlanga, casada con Íñigo Fernández de Velasco y Mendoza, II duque de Frías, IV conde de Haro y VIII Condestable de Castilla.